# Desert Sons
Desert Sons was van 2000 tot en met 2009 een Friese stonerrockband. De band is afkomstig uit Harlingen.
De band bestond uit zanger 'Ome Sake', gitarist Jimi Bonnema, basgitarist Remi van der Schaaf en drummer Angel Vilar Catellar. De band is opgericht in augustus 2000 en het laatste optreden was 3 december 2009 in Theater Romein te Leeuwarden.

## Discografie
- Stonerockers (mini-album)
- 100 Miles
- Rock & Roll Razzle Dazzle (2006)